# Arcevia

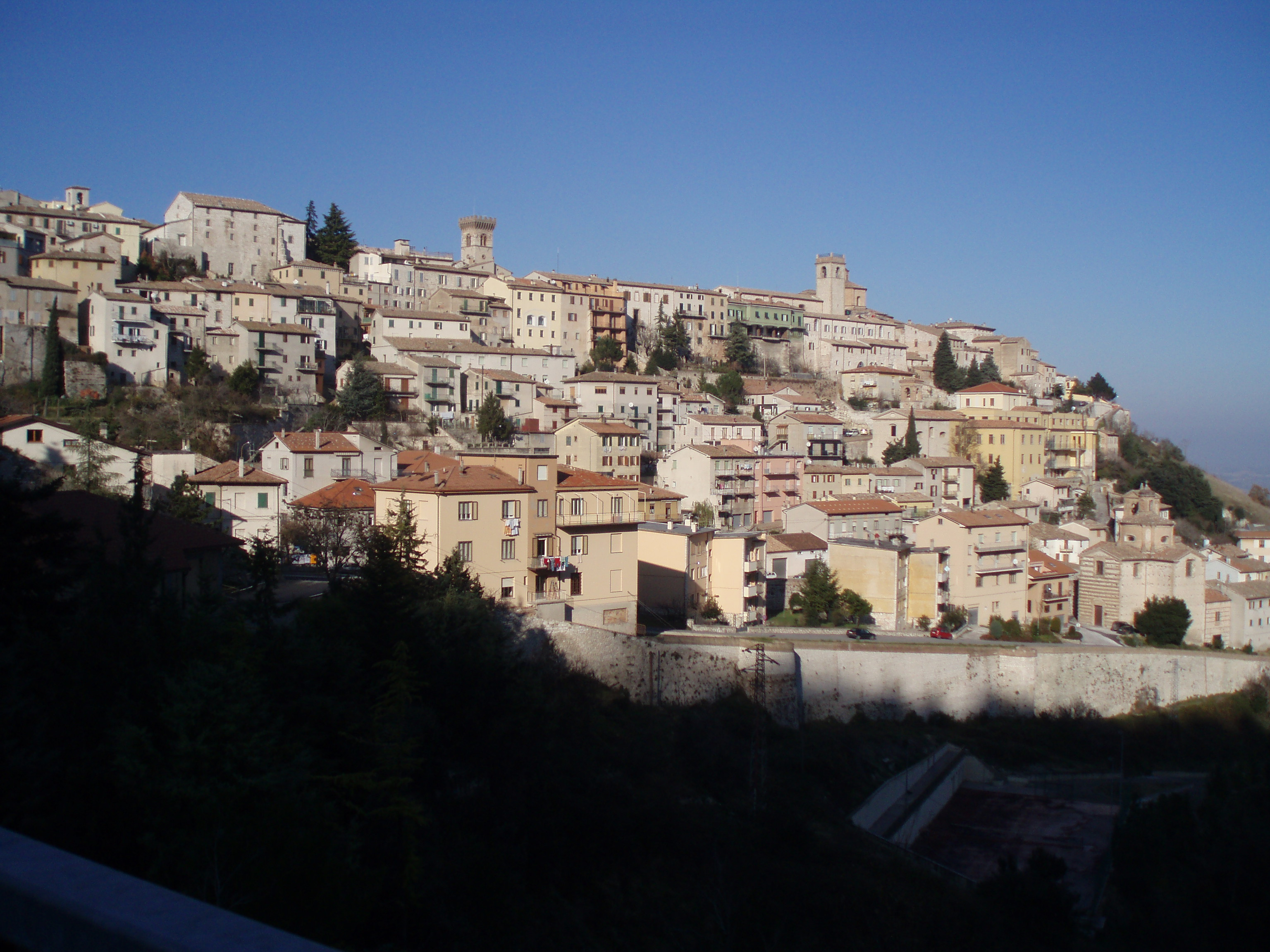
Arcevia

Arcevia is een gemeente in de Italiaanse provincie Ancona (regio Marche) en telt 5325 inwoners (31-12-2004). De oppervlakte bedraagt 126,5 km², de bevolkingsdichtheid is 42 inwoners per km².

## Demografie
Arcevia telt ongeveer 2051 huishoudens. Het aantal inwoners daalde in de periode 1991-2001 met 9,1% volgens cijfers uit de tienjaarlijkse volkstellingen van ISTAT.
| Jaar | Inwoneraantal |
| ---- | ------------- |
| 1991 | 5830          |
| 2001 | 5300          |

## Geografie
Arcevia grenst aan de volgende gemeenten: Barbara, Castelleone di Suasa, Genga, Mergo, Montecarotto, Pergola (PU), Rosora, San Lorenzo in Campo (PU), Sassoferrato, Serra de' Conti, Serra San Quirico.

## Frazioni
De gemeente bestaat uit de volgende frazioni: Conce di Arcevia, San Giovanni Battista, Prosano, Avacelli, Castiglioni, Colle Aprico, Magnadorsa, Montale, Piticchio, San Ginesio di Arcevia, Santa Apollinare, Ripalta, Nidastore, Loretello, San Pietro in Musio, Palazzo, Caudino, Costa, Santo Stefano.

## Geboren
- Elio Sgreccia (1928), geestelijke en bisschop

Agugliano · Ancona · Arcevia · Barbara · Belvedere Ostrense · Camerano · Camerata Picena · Castel Colonna · Castelbellino · Castelfidardo · Castelleone di Suasa · Castelplanio · Cerreto d'Esi · Chiaravalle · Corinaldo · Cupramontana · Fabriano · Falconara Marittima · Filottrano · Genga · Jesi · Loreto · Maiolati Spontini · Mergo · Monsano · Monte Roberto · Monte San Vito · Montecarotto · Montemarciano · Monterado · Morro d'Alba · Numana · Offagna · Osimo · Ostra · Ostra Vetere · Poggio San Marcello · Polverigi · Ripe · Rosora · San Marcello · San Paolo di Jesi · Santa Maria Nuova · Sassoferrato · Senigallia · Serra San Quirico · Serra de' Conti · Sirolo · Staffolo
1. ↑  https://demo.istat.it/?l=it.